# Investigatore privato (ordinamento italiano)
Un investigatore privato, in Italia, è un privato cittadino in possesso di una licenza per l'attività di investigatore.

## Storia
Le prime disposizioni legislative che in qualche modo hanno interessato gli investigatori erano quelle che disciplinavano gli istituti di vigilanza privata, contenute nel regolamento approvato con R.D. 4 giugno 1914 n. 563. L'attività d'investigazione privata vera e propria venne più specificamente regolamentata a partire dal 1926 con una specifica normativa contenuta nel Testo Unico delle Leggi di Pubblica Sicurezza (TULPS) del 1931. La normativa poneva come requisito fondamentale il possesso di una apposita licenza rilasciata dal prefetto, ed il regio decreto 6 maggio 1940, n. 635 prescriveva gli elementi che la domanda dovesse contenere, non regolando però la figura ma demandando al decreto del 1940 l'emanazione di una disciplina più specifica da effettuarsi decreto del Ministero dell'Interno, prevedendo altresì con tale atto l'individuazione delle caratteristiche minime e degli altri requisiti richiesti. 
Nel 1989 con l'entrata in vigore del nuovo codice di procedura penale italiano l'art. 222 del d.lgs. 28 luglio 1989, n. 271 stabilì che l'autorizzazione all'attività di investigazione privata fosse rilasciata dal prefetto, previo requisito una specifica competenza professionale. Il decreto del Ministero dell'interno 1º dicembre 2010 n. 269, entrato in vigore in data 16 marzo 2011, ha dettato una specifica disciplina sugli investigatori privati: tra le novità è stata introdotta la distinzione tra le figure di investigatore privato e informatore commerciale, con l'introduzione di relativi requisiti tecnici e formativi richiesti. Diversi aspetti sono poi stati chiarificati nel vademecum operativo al D.M. 269/2010 emanato con circolare del Ministero dell'Interno del 24 marzo 2011.

## Descrizione

### Disciplina normativa
La figura dell'investigatore privato è disciplinata sostanzialmente dal:
- regio decreto 18 giugno 1931, n. 773 (Titolo IV Delle guardie particolari e degli istituti di vigilanza e di investigazione privata);
- regio decreto 6 maggio 1940, n. 635 (in particolare gli artt. da 257 a 260);
- decreto del Ministero dell'interno del 1º dicembre 2010 n. 269.

Il decreto ministeriale ha provveduto alla riorganizzazione della disciplina relativa agli istituiti di investigazione privata e dei requisiti di questi ultimi, introducendo due novità di rilievo:
- il distinguo tra investigatore privato e informatore commerciale;
- la creazione della nuova categoria dell'investigatore dipendente per il quale è prevista una licenza dedicata.

Relativamente al primo punto va segnalato che, come precisato dalla suddetta circolare del Ministero dell'interno del 2011, la netta distinzione tra l'attività di investigatore privato e informatore commerciale si sostanzia nel fatto che quest'ultima si caratterizza per la raccolta di dati relativi alle imprese, concreti i bilanci, i debitori protestati, i riferimenti anagrafici delle imprese e dell'aggregazioni dei dati raccolti, indispensabile agli imprenditori nelle decisioni operative.

### Le attività esercitabili
L'art. 5 del decreto ministeriale 269/2010 stabilisce la classificazione delle attività secondo lo schema seguente:
- investigazioni in ambito privato: informazioni richieste da un privato per sua tutela o di un proprio diritto in sede giudiziaria, come ad esempio in ambito matrimoniale (infedeltà coniugale), patrimoniale, (recupero crediti stragiudiziale) familiare (ricerca di persone scomparse);
- investigazioni in ambito aziendale: richieste da enti pubblici e privati, ovvero società anche senza personalità giuridica ed imprese, al fine di tutelare un proprio diritto in sede giudiziaria; ad esempio in caso di infedeltà del lavoratore, di contraffazione di prodotti, tutela di marchi e brevetti, del patrimonio scientifico, proprietà industriale, proprietà intellettuale, e beni aziendali in generale, controspionaggio industriale;
- indagini in ambito commerciale: richieste del commerciante al fine di determinare, pur a livello contabile, gli ammanchi e le differenze inventariali, anche mediante informazioni reperite direttamente presso l'esercizio commerciale – (cosiddetto antitaccheggio investigativo);
- indagini in ambito assicurativo: richieste da qualsiasi avente diritto, per la propria tutela in sede giudiziaria, relativamente alla dinamica di sinistri stradali e sul lavoro, oppure da società assicurative per una loro tutela da eventuali frodi;
- indagini difensive: finalizzate alla ricerca di elementi di prova da utilizzare nel contesto del processo penale, ai sensi dell'articolo 222 delle norme di coordinamento del codice di procedura penale e dall'articolo 327-bis del medesimo Codice;[5]
- informazioni commerciali: richieste da enti pubblici e privati al fine della raccolta, analisi, elaborazione, valutazione e stima di dati economici, finanziari, creditizi, patrimoniali, industriali, produttivi, imprenditoriali e professionali di imprese e società – sia di persone che di capitali – nonché delle persone fisiche ad esse connesse  – quali ad esempio i soci, e gli amministratori;
- attività previste da leggi speciali o decreti ministeriali, caratterizzate dalla stabile presenza di personale dipendente presso i locali del committente (es. “buttafuori”).

Assumono particolare rilevanza, all'interno del D.M., le previsioni legislative secondo le quali, non solo le singole attività dell'investigatore privato hanno piena valenza per la tutela di un diritto in sede giudiziale, quanto per il fatto che sono state ora specificate ed autorizzate le singole attività di controllo statico (cosiddetto appostamento), controllo dinamico (cosiddetto pedinamento), fono e video documentazioni, nonché l'utilizzo di localizzatori satellitari (GPS) in ausilio all'attività investigativa di controllo e pedinamento.

## Le figure previste
L'art. 4 del D.M. 269/2010 introduce la distinzione tra diverse figure, ognuna con diversi requisiti caratterizzanti ed abilitanti ad una particolare attività. L'allegato G prescrive i titoli richiesti per le rispettive tipologie. 

### Investigatore titolare
Deve essere in possesso dei seguenti requisiti:
- a) aver conseguito, al momento della richiesta, un diploma di laurea in Giurisprudenza oppure almeno triennale nelle seguenti discipline: Psicologia a Indirizzo Forense - Sociologia - Scienze Politiche - Scienze dell'Investigazione - Economia ovvero corsi di laurea equiparati;
- b) aver svolto con profitto un periodo di pratica  per almeno un triennio, presso un investigatore privato, autorizzato da almeno cinque anni, in costanza di rapporto di lavoro dipendente e con esito positivo espressamente attestato dallo stesso investigatore;
- c) aver partecipato a corsi di perfezionamento teorico-pratico in materia di investigazioni private, organizzato da strutture universitarie o da centri di formazione professionale riconosciuti dalle Regioni e accreditati presso il Ministero dell'Interno - Dipartimento della pubblica sicurezza, secondo le procedure da questo individuate;

oppure 
- aver svolto documentata attività d'indagine in seno a reparti investigativi delle forze di polizia italiane (FF.PP.) per un periodo non inferiore a cinque anni e aver lasciato il servizio, senza demerito, da non più di quattro anni.

A tale riguardo si chiarisce - ai sensi della circolare del Ministero dell'Interno 24 marzo 2011 - che l'esperienza presso le forze di polizia italiane è alternativa ai requisiti previsti dalla lettera b) e c), ma non al titolo di studio che resta quello previsto dalla lettera a).

### Investigatore dipendente
- a1) diploma di scuola media superiore;

oppure:
- a2) aver svolto documentata attività d'indagine - in seno a reparti investigativi delle FF. PP. per un periodo non inferiore a cinque anni, ed aver lasciato il servizio, senza demerito, da non più di quattro. (fermo restando il possesso del titolo di studio di cui al punto a).
- b) pratica triennale costante per almeno 80 ore al mese, quale collaboratore per le indagini elementari, presso un investigatore titolare, ex art. di 134 TULPS, da almeno cinque anni;
- c) partecipazione a corsi di perfezionamento teorico-pratici in materia di investigazioni private ad indirizzo civile organizzati da Università o centri di formazione professionali riconosciuti dalle Regioni.

### Informatore commerciale titolare
- a1) diploma di laurea almeno triennale (Psicologia (indirizzo forense), Sociologia, Scienze Politiche, Scienze dell'investigazione, Economia ovvero corsi equiparati);

oppure:
- a2) essere stato iscritto presso il registro delle imprese competente in qualità di titolare d'impresa individuale, oppure come amministratore di società di persone o di capitali, per almeno tre negli ultimi cinque anni

### Informatore commerciale dipendente
- a) diploma di scuola media superiore;

oppure:
- a1) aver svolto documentata attività d'indagine - in seno a reparti investigativi delle FF.PP. con specifico riferimento a reati in materia finanziaria - per un periodo non inferiore a cinque anni, ed aver lasciato il servizio, senza demerito, da non più di quattro, fermo restando il possesso del titolo di studio di cui al punto a).
- b) pratica triennale costante presso un informatore commerciale autorizzato da almeno cinque anni;
- c) partecipazione a corsi di perfezionamento teorico-pratici in materia di informazioni commerciali organizzati da Università o centri di formazione professionali riconosciuti dalle regioni italiane.

## I requisiti richiesti

### La licenza
Per poter esercitare è necessario, oltre ad avere i requisiti di cui al DM 1º dicembre 2010 n. 269, possedere una apposita licenza rilasciata dal prefetto, che però è svincolata da limiti territoriali. Al momento della richiesta, i titolari degli istituti di investigazione e di informazioni commerciali dovranno individuare le attività che intendono svolgere (scelte tra quelle indicate all'art. 5 del decreto del 2010). 
Per il rilascio della citata autorizzazione bisogna apposita domanda ai sensi dell'art. 257 del R.D. 6 maggio 1940 n. 635, previo possesso delle capacità tecniche in relazione ai servizi da esercitare, in assenza dei quali la licenza può esser rifiutata. Il decreto legge 9 febbraio 2012 n. 5 (cosiddetto decreto semplificazioni convertito in legge 4 aprile 2012 n. 35) pubblicato in G.U. il 9 febbraio 2012, che ha apportato alcune modifiche in tema di investigazioni private, ha anche modificato la durata della validità della licenza, modificando l'art. 13 TULPS, ne ha ampliato la durata da uno a tre anni.
La circolare del Ministero dell'Interno del 24 marzo 2011 esplicativa del D.M. 269/2010, ha stabilito che, in attesa delle direttive di formazione obbligatoria di cui all'allegato G, lett. C del D.M. 269/2010, è comunque obbligatorio, al rinnovo annuale della licenza, dimostrare di aver frequentato un corso di aggiornamento in materia di investigazioni private ad indirizzo civile e/o penale o di informazioni commerciali.
Per quanto riguarda invece le figure degli investigatori dipendenti, i requisiti sono contenuti nell'allegato G del D.M. 269/2010; la validità della licenza degli investigatori dipendenti è però subordinata a quella dell'investigatore titolare d'istituto.

### La formazione professionale
L'obbligo della partecipazione a corsi di perfezionamento teorico-pratico vige per i titolari licenza da meno di 5 anni. Tali corsi devono rispettare i parametri di cui all'allegato G, lett. C punto 5 del D.M. 269/2010.
La circolare del Ministero dell'Interno del 24 marzo 2011, esplicativa del D.M. 269/2010, ha chiarito che all'atto del rinnovo della licenza bisogna dimostrare di aver frequentato un corso di aggiornamento in materia di investigazioni private ad indirizzo civile e/o penale o di informazioni commerciali, secondo quanto stabilito da disposizioni normative. 

### Il progetto tecnico organizzativo
Il soggetto che richiede la licenza predispone e presenta al Prefetto, unitamente all'istanza di autorizzazione, il progetto organizzativo, secondo i punti di seguito elencati:
- sede principale, eventuali sedi secondarie (con divieto di istituire sedi presso il proprio domicilio o sedi di studi legali);
- i requisiti dell'impresa e del richiedente la licenza;
- la tipologia dei servizi che intende svolgere;
- il personale che si intende impiegare;
- la disponibilità economica finanziaria (deposito cauzionale);
- le dotazioni di tecnologie e attrezzature per lo svolgimento dei servizi.

## Adempimenti obbligatori previsti

### L'obbligo di deposito cauzionale
Gli istituti di investigazioni private e di informazioni commerciali sono obbligati ad effettuare depositi cauzionali di cui all'art. 137 del T.U.L.P.S.
Essi sono disciplinati dall'allegato F2 del D.M. n. 269/2010, secondo il seguente prospetto:
- istituti di investigazioni private: 20000,00 €;
- istituti di informazioni commerciali: 40000,00 €.

La cauzione deve essere integrata, per ogni sede secondaria, di 10000,00 €.
La cauzione deve essere integrata, per ogni tipologia di servizio autorizzata tra quelle scelte (es.: ambito assicurativo, ambito commerciale, ...) di 5000,00 €.

### Il tariffario
Gli investigatori titolari o i direttori delle agenzie di investigazione devono tenere permanentemente affissa nei locali del loro ufficio - in modo visibile - una tabella delle operazioni alle quali attendono, con la tariffa delle relative prestazioni. Essi inoltre non possono compiere operazioni diverse da quelle indicate nella tabella o ricevere compensi maggiori di quelli indicati nella tariffa o compiere operazioni o accettare commissioni con o da persone non munite di documento di identità.

### Il registro delle operazioni
Ciascun istituto di investigazioni ha l'obbligo di compilare e tenere aggiornato il "registro di polizia" (formalmente  "giornale degli affari"), all'interno del quale sono annotate le generalità delle persone con cui gli affari sono compiuti e le altre indicazioni prescritte dalla legge, e deve essere esibito ad ogni richiesta degli ufficiali o agenti di pubblica sicurezza. Esso deve essere conservato per 5 anni. Per le indagini difensive, su incarico degli studi legali, si utilizza un registro speciale in luogo del registro delle operazioni ordinario.
Il Regio Decreto 6 maggio 1940, n. 635 chiarisce che nel registro devono essere indicati:
- la data e la specie dell'affare o dell'operazione;
- l'onorario convenuto e l'esito dell'operazione;
- i documenti con i quali il committente ha dimostrato la propria identità personale.

### Il tesserino identificativo
Tutti coloro che esercitano l'attività di investigatore privato devono obbligatoriamente munirsi di apposito tesserino identificativo, il cui modello è predisposto dall'Istituto Poligrafico e Zecca dello Stato, secondo requisiti dettati dal Ministero dell'Interno. Secondo quanto stabilito D.P.R. 4 agosto 2008 n. 153, il modello di tali identificativi dovrà essere conforme ai requisiti stabiliti con apposito decreto emanato dal Ministero dell'Interno. Il D.M. 18 maggio 2022 ha stabilto le caratteristiche del suddetto tesserino dando nel contempo indicazioni procedurali per il rilascio del medesimo. In particolare, esso ha una durata pari alla licenza prefettizia, e deve avere le caratteristiche tecniche di cui all'allegato A del succitato decreto ministeriale.